# 侏罗兽
中华侏罗兽（学名：Juramaia sinensis）是一种已灭绝的哺乳动物，生活在晚侏罗世（牛津期），距今约1.6亿年。2009年中华侏罗兽的化石发现于中国辽宁省建昌县玲珑塔地区的髫髻山组，发现者是中国地质科学院地质研究所季强博士，化石现藏于北京自然博物馆。化石保存了一个长约2.2厘米的不完整头骨、部分头后骨架，以及毛发等软组织的印痕。
其种加词“sinensis”意为“中华的”。
化石的研究由美国卡内基自然史博物馆的罗哲西领衔的团队完成，论文发表在2011年8月25日出版的《自然》杂志上。该物种的属名“Juramaia”意为“侏罗纪的母亲”，种加词“sinensis”意指其发现地中国。根据其臼齿和前臼齿的数目和齿尖的排列，以及前肢和腕部的特征，罗哲西等人将其归类为真兽类动物，这使得真兽类动物的化石记录从此前的1.25亿年（同样发现于中国辽宁省的攀援始祖兽）向前推进了3500万年。这表明真兽类最迟在1.6亿年前就与其他哺乳动物类群分化，这一数据与此前DNA分子钟分析的数据相吻合。不过也有学者认为该物种或许代表了与真兽类和后兽类的共同祖先接近的类群。
中华侏罗兽的化石显示出适于攀爬的前肢和适于食虫的臼齿，这暗示该物种可能是一种善于爬树的食虫动物。从化石的复原来看，中华侏罗兽的外形类似鼩鼱，体重估计为13克左右。